# Setiles
Setiles is een gemeente in de Spaanse provincie Guadalajara in de regio Castilië-La Mancha met een oppervlakte van 57 km². Setiles telt 83 inwoners (1 januari 2016).

## IJzerwinning
Al in de Keltiberische, Romeinse en de Moorse tijd werd nabij Setiles ijzer gewonnen. In 1903 begonnen twee Baskische ondernemers er een mijn. Het loon van de werknemers was laag, zodat ze waren genoodzaakt hun inkomen aan te vullen met landarbeid. Setiles kwam echter tot bloei: in 1930 woonden er in het dorp 1125 mensen. Tussen 1932 en 1941 was de mijn buiten gebruik ten gevolge van de Spaanse Burgeroorlog. In 1990 werd hij voorgoed gesloten, omdat een rendabele exploitatie niet langer mogelijk was.

## Demografische ontwikkeling

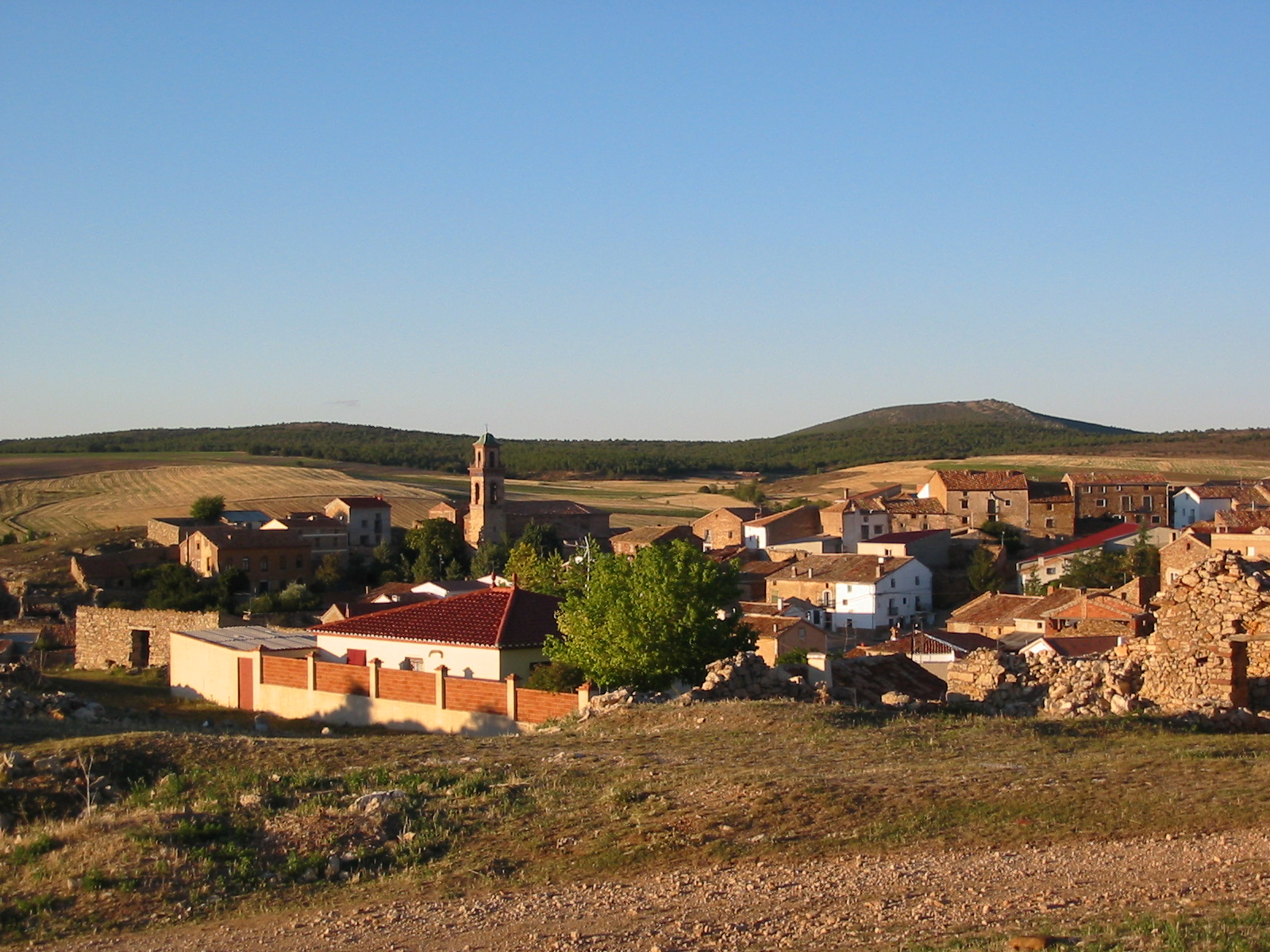
Setiles (2005)

Bron: INE, 1857-2011: volkstellingen